# 289 Puppis
289 Puppis (q Puppis) é uma estrela na direção da Puppis. Possui uma ascensão reta de 08h 18m 33.39s e uma declinação de −36° 39′ 34.3″. Sua magnitude aparente é igual a 4.44. Considerando sua distância de 93 anos-luz em relação à Terra, sua magnitude absoluta é igual a 2.16. Pertence à classe espectral A4m....